# Гоноратка (Ровненская область)
Гоноратка (укр. Гоноратка) — село в Крупецкой сельской общине Дубенского района Ровненской области Украины.
До 2020 года входило в Радивиловский район.
Население по переписи 2001 года составляло 285 человек. Почтовый индекс — 35524. Телефонный код — 3633. Код КОАТУУ — 5625881202.